# Влодарчик, Анита
Ани́та Влода́рчик (пол. Anita Włodarczyk, род. 8 августа 1985 года в Равиче, Польша) — польская метательница молота, трёхкратная олимпийская чемпионка (2012, 2016, 2020), трёхкратная чемпионка мира и 4-кратная чемпионка Европы. Пять раз (в 2009, 2010, 2015 и дважды в 2016 году) устанавливала новый мировой рекорд по метанию молота. Она первая в истории женщина, которая метнула молот дальше 80 метров; в настоящее время ей принадлежит мировой рекорд среди женщин — 82,98 м.  По состоянию на 2020 год ей принадлежат все 15 лучших результатов в метании молота среди женщин и 27 из 30 лучших.

## Биография
Анита Влодарчик родилась в 1985 году в небольшом городе Равич, Польша. Первым крупным соревнованием для неё стал Чемпионат Европы среди юниоров (1998). В 2001 году Влодарчик стала выступать за спортивный клуб Kadet Rawicz; четыре года спустя перешла в AZS AWF Poznań.
В 2006 году к ней пришла первая медаль на соревнованиях высокого уровня — «бронза» на Чемпионате Польши по лёгкой атлетике. В 2007 году она стала первой в национальном состязании среди легкоатлетов в возрастной группе до 23 лет и получила право выступать на аналогичном соревновании европейского уровня. Там, правда, ей не удалось выйти за пределы квалификационного раунда. На Летних Олимпийских играх 2008 года в Пекине Анита Влодарчик заняла по итогам финального выступления шестое место.
До 2008 года Анита также участвовала в соревнованиях по метанию диска, её наилучшее достижение здесь — 52,26 м (Познань, 2008).

### 2008—2009 года
На Всемирном легкоатлетическом финале в 2008 году ей удалось завоевать бронзовую награду. Следующий, 2009 год оказался для неё весьма успешным. На Европейском командном чемпионате по лёгкой атлетике 2009 она получила своё первое «золото» на соревнованиях международного уровня. Затем, на соревнованиях в Бяла-Подляске (30 мая 2009) она метнула молот на 76,20 м, улучшив свой предыдущий показатель сразу на 81 см. В том же году на Гран-при Остравы она ещё раз превзошла своё прежнее достижение — теперь она метнула молот на расстояние в 76,59 м. Затем она побила национальный рекорд Польши — 77,20 м и, наконец, на Чемпионате мира по лёгкой атлетике в Берлине 22 августа ею был установлен мировой рекорд — 77,96 м. Правда, на этом её выступления в 2009 году закончились, так как она повредила лодыжку во время празднования своей победы на Чемпионате мира. За свои спортивные достижения она была удостоена ордена Возрождения Польши.

### 2010—2011 года
Восстановившись, она приняла участие в 2010 году в Meeting Grand Prix IAAF de Dakar, где легко одержала победу с результатом 75,13 м. 6 июня 2010 г. в Быдгоще она установила новый мировой рекорд в метании молота, превзойдя свой же прошлогодний результат — 78,30 м (21 мая 2011 года новый рекорд установила Бетти Хайдлер). Также в 2010 году Влодарчик завоевала «бронзу» на чемпионате Европы и серебро на IAAF Hammer Throw Challenge, уступив только Бетти Хайдлер. На чемпионате мира в 2011 году она однако осталась без медалей.

### 2012 год
На очередном Гран-при Остравы в 2012 году Анита Влодарчик завоевала бронзовую награду.

### Летние Олимпийские игры в Лондоне
На Олимпиаде-2012 Влодарчик стала второй с результатом 77,60 м, уступив 58 см российской спортсменке Татьяне Лысенко. Однако позже та была лишена золотой медали из-за допинга. 11 августа 2017 года Влодарчик была перенаграждена золотой медалью.

### Чемпионат мира по лёгкой атлетике 2013
На чемпионате мира в Москве Анита Влодарчик установила новый национальный рекорд 78,46 м, но вновь уступила Татьяне Лысенко и завоевала серебряную медаль.

### 2015 год
1 августа на первенстве в польском Цетневе Анита установила новый мировой рекорд, метнув молот на 81,08 м. Она также стала первой женщиной, сумевшей превзойти отметку в 80 м.
Ещё одна золотая медаль была выиграна на Чемпионате мира по лёгкой атлетике.

### 2016 год
На Чемпионате Европы по лёгкой атлетике заняла первое место с результатом 78,14 м.
На летней Олимпиаде-2016, проходившей в Рио-де-Жанейро, Анита Влодарчик завоевала золото, установив при этом мировой рекорд. В финале соревнований ей удалось метнуть молот на 82,29 м.
После завершения Олимпиады на Мемориале Камилы Сколимовской (также в августе 2016 г.) побила мировой рекорд ещё раз — 82,98 метра. За свои спортивные достижения она была удостоена Кавалерского креста ордена Возрождения Польши.

### 2017 год
Золото Чемпионата мира в Лондоне.
Была названа «лучшим спортсменом Польши 2016 года».

### 2018 год
В 2018 году одержала убедительные победы на Чемпионате Европы и на легкоатлетическом Кубке мира.

### 2021 год
На Олимпиаде в Токио заняла вновь первое место, став трёхкратной олимпийской чемпионкой.

### 2024 год
На Олимпийских играх в Париже, которые стали пятыми в карьере Влодарчик, финал соревнований женщин по метанию молота проходили за два дня до 39-летия Аниты. Она была близка к своей 4-й олимпийской медали. В финале Влодарчик метнула молот на 74,23 м и всего 4 см уступила бронзовому призёру Чжао Цзе.

## Достижения
| Год  | Соревнование                                  | Город                    | Место | Результат      |
| ---- | --------------------------------------------- | ------------------------ | ----- | -------------- |
| 2007 | Чемпионат Европы по лёгкой атлетике до 23 лет | Дебрецен, Венгрия        | 9-е   | 63,74 м        |
| 2008 | Кубок Европы по зимним метаниям               | Сплит, Хорватия          | 1-е   | 71,84 м        |
| 2008 | Летние Олимпийские игры                       | Пекин, Китай             | 6-е   | 71,56 м        |
| 2008 | Всемирный легкоатлетический финал 2008        | Штутгарт, Германия       | 3-е   | 70,97 м        |
| 2009 | Командный чемпионат Европы 2009               | Лейрия, Португалия       | 1-е   | 75,23 м        |
| 2009 | Чемпионат мира по лёгкой атлетике             | Берлин, Германия         | 1-е   | 77,96 м WR CR  |
| 2010 | Чемпионат Европы по лёгкой атлетике           | Барселона, Испания       | 3-е   | 73,56 м        |
| 2011 | Чемпионат мира по лёгкой атлетике             | Тэгу, Южная Корея        | 5-е   | 73,56 м        |
| 2012 | Чемпионат Европы по лёгкой атлетике           | Хельсинки, Финляндия     | 1-е   | 74,29 м        |
| 2012 | Летние Олимпийские игры 2012                  | Лондон, Великобритания   | 1-е   | 77,60 м        |
| 2013 | Чемпионат мира по лёгкой атлетике 2013        | Москва, Россия           | 2-е   | 78,46 м        |
| 2013 | IAAF Hammer Throw Challenge                   |                          | 1-е   | 233,83 (балл.) |
| 2013 | Игры Франкофонии                              | Ницца, Франция           | 1-е   | 75,62 м        |
| 2014 | Чемпионат Европы                              | Цюрих, Швейцария         | 1-е   | 78,76 м        |
| 2014 | IAAF Hammer Throw Challenge                   |                          | 1-е   | 232,52 (балл.) |
| 2014 | Континентальный кубок                         | Марракеш, Марокко        | 1-е   | 75,21 м        |
| 2015 | Чемпионат Польши по лёгкой атлетике 2015      | Краков, Польша           | 1-е   | 78,24 м        |
| 2015 | Чемпионат мира по лёгкой атлетике 2015        | Пекин, Китай             | 1-е   | 80,85 м CR     |
| 2016 | Чемпионат Европы по лёгкой атлетике 2016      | Амстердам, Нидерланды    | 1-е   | 78,14 м        |
| 2016 | Летние Олимпийские игры 2016                  | Рио-де-Жанейро, Бразилия | 1-е   | 82,29 м OR WR  |
| 2016 | Мемориал Камилы Сколимовской                  | Варшава, Польша          | 1-е   | 82,98 м WR     |
| 2017 | Чемпионат мира по лёгкой атлетике 2017        | Лондон, Великобритания   | 1-е   | 77,90 м        |
| 2018 | Чемпионат Европы по лёгкой атлетике 2018      | Берлин, Германия         | 1-е   | 78,94 м        |
| 2018 | Кубок мира по лёгкой атлетике                 | Лондон, Великобритания   | 1-е   | 78,74 м        |
| 2021 | Летние Олимпийские игры 2020                  | Токио, Япония            | 1-е   | 78,48 м        |